# Bothriechis
Bothriechis is een geslacht van slangen uit de familie adders (Viperidae) en de onderfamilie groefkopadders (Crotalinae).

## Naam en indeling
De wetenschappelijke naam van de groep werd voor het eerst voorgesteld door Wilhelm Peters in 1859. De slangen werden eerder aan andere geslachten toegekend, zoals Lachesis en Bothrops. Er zijn elf verschillende soorten, inclusief de pas in de eenentwintigste eeuw wetenschappelijk beschreven soorten Bothriechis guifarroi (2013) en Bothriechis nubestris (2016).

## Uiterlijke kenmerken
De slangen worden middelgroot en bereiken een lichaamslengte van ongeveer 80 tot 90 centimeter. De lichaamskleur is meestal geel tot groen. De kop is goed te onderscheiden van het lichaam door de aanwezigheid van een duidelijke insnoering. De ogen zijn relatief groot en hebben een verticale pupil. De slangen hebben 17 tot 25 rijen schubben in de lengte op het midden van het lichaam.

## Levenswijze
De vrouwtjes zetten geen eieren af maar zijn eierlevendbarend, de jongen komen levend ter wereld. Alle soorten zijn giftig en er worden relatief veel mensen gebeten. De soort Bothriechis lateralis leeft als juveniel op de bodem en veroorzaakt vaak beten aan de handen als men de grond bewerkt. De boom- en struikbewonende Schlegels groefkopadder (Bothriechis schlegelii) bevindt zich meestal op enige hoogte en veroorzaakt met name beten aan het aangezicht en het bovenlichaam. Dodelijke gevallen komen zelden voor.

## Verspreiding en habitat
De slangen komen voor in delen Midden-Amerika en noordelijk Zuid-Amerika en leven in de landen Nicaragua, Costa Rica, Panama, Honduras, Mexico, Guatemala, Belize, Ecuador, Peru en Colombia. De habitat bestaat uit vochtige tropische en subtropische bossen, zowel in laaglanden als in bergstreken. Ook in door de mens aangepaste streken zoals plantages kunnen de dieren worden aangetroffen.

## Beschermingsstatus
Door de internationale natuurbeschermingsorganisatie IUCN is aan zeven soorten een beschermingsstatus toegewezen. Vier soorten worden beschouwd als 'veilig' (Least Concern of LC), twee als 'kwetsbaar' (Vulnerable of VU) en de soort Bothriechis marchi wordt gezien als 'bedreigd' (Endangered of EN).

## Soorten
Het geslacht omvat de volgende soorten, met de auteur en het verspreidingsgebied.
| Naam                                                | Auteur                                                | Verspreidingsgebied                                                                         |
| --------------------------------------------------- | ----------------------------------------------------- | ------------------------------------------------------------------------------------------- |
| Bothriechis aurifer                                 | Salvin, 1860                                          | Mexico, Guatemala                                                                           |
| Bothriechis bicolor                                 | Bocourt, 1868                                         | Mexico, Guatemala                                                                           |
| Bothriechis guifarroi                               | Townsend, Medina-Flores, Wilson, Jadin & Austin, 2013 | Honduras                                                                                    |
| Bothriechis lateralis                               | Peters, 1862                                          | Nicaragua, Costa Rica, Panama                                                               |
| Bothriechis marchi                                  | Barbour & Loveridge, 1929                             | Honduras                                                                                    |
| Bothriechis nigroviridis                            | Peters, 1859                                          | Costa Rica, Panama                                                                          |
| Bothriechis nubestris                               | Doan, Mason, Castoe, Sasa & Parkinson, 2016           | Costa Rica                                                                                  |
| Bothriechis rowleyi                                 | Bogert, 1968                                          | Mexico                                                                                      |
| Schlegels grijpstaartslang (Bothriechis schlegelii) | Berthold, 1846                                        | Mexico, Belize, Costa Rica, Guatemala, Honduras, Nicaragua, Panama, Ecuador, Peru, Colombia |
| Bothriechis supraciliaris                           | Taylor, 1954                                          | Costa Rica, Panama                                                                          |
| Bothriechis thalassinus                             | Campbell & Smith, 2000                                | Guatemala, Honduras                                                                         |